# Јесењи скитачи
Јесењи скитачи је епизода Дилан Дога објављена у свесци бр. 124. у издању Веселог четвртка. Свеска је објављена 10.08.2017. Коштала је 270 дин (2,20 €; 2,47 $). Епизода је имала 94 стране.

## Оригинална епизода
Оригинална епизода под називом I raminghi dell’autunno премијерно је објављена у бр. 333. редовне едиције Дилана Дога која је у Италији у издању Бонелија изашла 29.05.2014. Епизоду је нацртао и сценарио написао Фабио Челони, а насловну страну нацртао Анђело Стано. Коштала је 3,5 €.

## Кратак садржај
Дилан не подноси Циркус ужаса који сваке јесени стиже у Лондон. Разлог је што га је Гручо напустио пре три године да би се придружио циркусу. Дилан се осећа узнемирено и несигурно без Груча. Одлази на једу представу, али га тамо не затиче. Потом га тражи између две представе код управнице циркуса. Она му потврђује да је Гручо с њима, али да Дилан не може да га препозна. На наредној представи непознати посетилац на Диланова колена оставља поруку у којој га позива да „ноћас дође код малог шатора када сви буд напустили циркус“.

## Претходна и наредна епизода
Претходна епизода носила је наслов Осуђен на земљу (ДД-123), а наредна Паклени посао (ДД-125).